# Ламсам, Бантхун
Бантхун Ламсам (тайск.: บัณฑูร ล่ำซำ; 15 января 1953 года, Бангкок, Таиланд) — тайский бизнесмен, выходец из одной из самых богатых и влиятельных семей Таиланда, генеральный директор банка Касикон (тайск.: ธนาคารกสิกรไทย), писатель (пишет под псевдонимом Пан (тайск.: ปั้น).

## Происхождение
Бантхун Ламсам родился в семье Банчи Ламсама и дочери принца Девакуна. У Бантхуна есть две сестры. Дедушка Бантхуна (Чоти Ламсам) является основателем банка Касикон (первое название (1945) — Фермерский банк Таиланда). Семья Ламсам является одной из самых богатых и влиятельных семей Таиланда.

## Образование, карьера
Бантхун учился в колледже Святого Гавриила, затем поступил в школу при университете имени Синакхаринвирота. Кроме того, с 1967 по 1971 гг. он учился в Академии Филиппа Экзетера. После окончания академии Бантхун поступил на факультет химического машиностроения в Принстонский университет (Нью-Джерси, США). Получив степень бакалавра, поступил на магистерскую программу в Гарвардскую школу бизнеса (Бостон, США). После окончания университета Бантхун два года работал в Министерстве обороны Таиланда. В 1979 году Бантхун был принят на работу в Фермерский банк Таиланда, где работал в банковском отделе. В 1986 году Бантхун стал вице-президентом, а в 1992 году — президентом Фермерского банка Таиланда.
После Азиатского финансового кризиса 1997—1998 гг. занимался активным внедрением реинжиниринга бизнес-процессов в экономическую сферу Таиланда. В 2000-х гг. поддерживал Демократическую партию Таиланда. Многие общественные и политические деятели считают, что он был одним из претендентов на пост лидера партии в 2004 году. В период премьерства Таксина Чинавата Бантхун часто критиковал экономическую политику нового премьер-министра Таиланда.
В 2002 году Бантхун стал президентом и генеральным директором Фермерского банка Таиланда. В 2003 году банк стал называться Касикон, а также был изменен логотип банка. В 2010 году Бантхун расширил банк, появились новые должности: исполнительный директор банка, четыре вице-президента в различных отраслях деятельности банка.

## Творчество, хобби
В мае 2013 года Бантхун опубликовал свой роман «Заклинание Ланны». По словам Бантхуна, он посвятил написанию романа чуть больше года.
Свободное время Бантхун посвящает своим любимым занятиям: игре на саксофоне, гребле (каноэ), боксу.